# Wrestle-1 Cruiser Division Championship
Le Wrestle-1 Cruiser Division Championship est un championnat de catch utilisé par la Wrestle-1 qui récompense le meilleur catcheur de la catégorie des poids lourds-légers. Il est introduit le 25 février 2015, où Minoru Tanaka bat Kaz Hayashi en finale d'un tournoi.
Le titre a connu neuf règnes et sept champions différents. L'actuel champion est Andy Wu, qui a remporté le titre en battant MAZADA le 16 juillet 2017.

## Histoire du titre
Quand Keiji Mutō fonde la Wrestle-1 (W-1) en 2013, il ne souhaite pas créer de titre spécifique aux poids lourds-légers mais proposer à la place des titres sans catégories de poids. Cependant le 13 février 2015, après la défense réussi du championnat par équipe de la W-1 de Kaz Hayashi et Shuji Kondo face à Minoru Tanaka et Seiki Yoshioka ; Hayashi annonce qu'il souhaite qu'un championnat récompense les catcheurs de la catégorie des poids lourds-légers comme lui. La W-1 décide d’appeler ce titre le Wrestle-1 Cruiser Division Championship alors que l'usage dans le puroresu veut que l'on nomme ces titres Junior heavyweight.
Le 9 mars, la W-1 présente le titre et annonce la limite de poids (200 lb (91 kg)) ainsi que l'organisation d'un tournoi à élimination directe pour désigner le premier champion. La fédération dévoile la ceinture le 31 mars dans une conférence de presse où les huit participants du tournoi sont présents. Le 5 mai, Minoru Tanaka bat Kaz Hayashi en finale pour devenir le premier champion.
|  | Quarts de finale                                                    | Quarts de finale                        | Quarts de finale                        | Quarts de finale                        |                     |                     | Demi-finales                        | Demi-finales                        | Demi-finales                        | Demi-finales                        |  |  | Finale                              | Finale                              | Finale                              | Finale                              |
|  |                                                                     |                                         |                                         |                                         |                     |                     |                                     |                                     |                                     |                                     |  |  |                                     |                                     |                                     |                                     |
|  | Korakuen Hall, Tokyo le 1er avril 2015.                             | Korakuen Hall, Tokyo le 1er avril 2015. | Korakuen Hall, Tokyo le 1er avril 2015. | Korakuen Hall, Tokyo le 1er avril 2015. |                     |                     | Korakuen Hall, Tokyo le 5 mai 2015. | Korakuen Hall, Tokyo le 5 mai 2015. | Korakuen Hall, Tokyo le 5 mai 2015. | Korakuen Hall, Tokyo le 5 mai 2015. |  |  | Korakuen Hall, Tokyo le 5 mai 2015. | Korakuen Hall, Tokyo le 5 mai 2015. | Korakuen Hall, Tokyo le 5 mai 2015. | Korakuen Hall, Tokyo le 5 mai 2015. |
|  | Korakuen Hall, Tokyo le 1er avril 2015.                             | Korakuen Hall, Tokyo le 1er avril 2015. | Korakuen Hall, Tokyo le 1er avril 2015. | Korakuen Hall, Tokyo le 1er avril 2015. |                     |                     | Korakuen Hall, Tokyo le 5 mai 2015. | Korakuen Hall, Tokyo le 5 mai 2015. | Korakuen Hall, Tokyo le 5 mai 2015. | Korakuen Hall, Tokyo le 5 mai 2015. |  |  | Korakuen Hall, Tokyo le 5 mai 2015. | Korakuen Hall, Tokyo le 5 mai 2015. | Korakuen Hall, Tokyo le 5 mai 2015. | Korakuen Hall, Tokyo le 5 mai 2015. |
|  | Andy Wu                                                             | Andy Wu                                 | 08:08                                   | 08:08                                   |                     |                     | Korakuen Hall, Tokyo le 5 mai 2015. | Korakuen Hall, Tokyo le 5 mai 2015. | Korakuen Hall, Tokyo le 5 mai 2015. | Korakuen Hall, Tokyo le 5 mai 2015. |  |  | Korakuen Hall, Tokyo le 5 mai 2015. | Korakuen Hall, Tokyo le 5 mai 2015. | Korakuen Hall, Tokyo le 5 mai 2015. | Korakuen Hall, Tokyo le 5 mai 2015. |
|  | Andy Wu                                                             | Andy Wu                                 | 08:08                                   | 08:08                                   |                     |                     | Korakuen Hall, Tokyo le 5 mai 2015. | Korakuen Hall, Tokyo le 5 mai 2015. | Korakuen Hall, Tokyo le 5 mai 2015. | Korakuen Hall, Tokyo le 5 mai 2015. |  |  | Korakuen Hall, Tokyo le 5 mai 2015. | Korakuen Hall, Tokyo le 5 mai 2015. | Korakuen Hall, Tokyo le 5 mai 2015. | Korakuen Hall, Tokyo le 5 mai 2015. |
|  | El Hijo del Pantera                                                 | El Hijo del Pantera                     | Tombé                                   | Tombé                                   |                     |                     | Korakuen Hall, Tokyo le 5 mai 2015. | Korakuen Hall, Tokyo le 5 mai 2015. | Korakuen Hall, Tokyo le 5 mai 2015. | Korakuen Hall, Tokyo le 5 mai 2015. |  |  | Korakuen Hall, Tokyo le 5 mai 2015. | Korakuen Hall, Tokyo le 5 mai 2015. | Korakuen Hall, Tokyo le 5 mai 2015. | Korakuen Hall, Tokyo le 5 mai 2015. |
|  | El Hijo del Pantera                                                 | El Hijo del Pantera                     | Tombé                                   | Tombé                                   | El Hijo del Pantera | El Hijo del Pantera | 07:43                               | 07:43                               |                                     |                                     |  |  | Korakuen Hall, Tokyo le 5 mai 2015. | Korakuen Hall, Tokyo le 5 mai 2015. | Korakuen Hall, Tokyo le 5 mai 2015. | Korakuen Hall, Tokyo le 5 mai 2015. |
|  | Korakuen Hall, Tokyo le 1er avril 2015.                             |                                         |                                         |                                         | El Hijo del Pantera | El Hijo del Pantera | 07:43                               | 07:43                               |                                     |                                     |  |  | Korakuen Hall, Tokyo le 5 mai 2015. | Korakuen Hall, Tokyo le 5 mai 2015. | Korakuen Hall, Tokyo le 5 mai 2015. | Korakuen Hall, Tokyo le 5 mai 2015. |
|  |                                                                     |                                         | Minoru Tanaka                           | Minoru Tanaka                           | Soumission          | Soumission          |                                     |                                     |                                     |                                     |  |  | Korakuen Hall, Tokyo le 5 mai 2015. | Korakuen Hall, Tokyo le 5 mai 2015. | Korakuen Hall, Tokyo le 5 mai 2015. | Korakuen Hall, Tokyo le 5 mai 2015. |
|  | Minoru Tanaka                                                       | Minoru Tanaka                           | Minoru Tanaka                           | Minoru Tanaka                           | Soumission          | Soumission          | Tombé                               | Tombé                               |                                     |                                     |  |  | Korakuen Hall, Tokyo le 5 mai 2015. | Korakuen Hall, Tokyo le 5 mai 2015. | Korakuen Hall, Tokyo le 5 mai 2015. | Korakuen Hall, Tokyo le 5 mai 2015. |
|  | Minoru Tanaka                                                       | Minoru Tanaka                           | Korakuen Hall, Tokyo le 5 mai 2015.     |                                         |                     |                     | Tombé                               | Tombé                               |                                     |                                     |  |  | Korakuen Hall, Tokyo le 5 mai 2015. | Korakuen Hall, Tokyo le 5 mai 2015. | Korakuen Hall, Tokyo le 5 mai 2015. | Korakuen Hall, Tokyo le 5 mai 2015. |
|  | Seiki Yoshioka                                                      | Seiki Yoshioka                          | 17:26                                   | 17:26                                   |                     |                     |                                     |                                     |                                     |                                     |  |  | Korakuen Hall, Tokyo le 5 mai 2015. | Korakuen Hall, Tokyo le 5 mai 2015. | Korakuen Hall, Tokyo le 5 mai 2015. | Korakuen Hall, Tokyo le 5 mai 2015. |
|  | Seiki Yoshioka                                                      | Seiki Yoshioka                          | 17:26                                   | 17:26                                   | Minoru Tanaka       | Minoru Tanaka       | Tombé                               | Tombé                               |                                     |                                     |  |  |                                     |                                     |                                     |                                     |
|  | Kawaguchi Industrial Technology Center, Kawaguchi le 19 avril 2015. |                                         |                                         |                                         | Minoru Tanaka       | Minoru Tanaka       | Tombé                               | Tombé                               |                                     |                                     |  |  |                                     |                                     |                                     |                                     |
|  |                                                                     |                                         | Kaz Hayashi                             | Kaz Hayashi                             | 23:52               | 23:52               |                                     |                                     |                                     |                                     |  |  |                                     |                                     |                                     |                                     |
|  | Hiroshi Yamato                                                      | Hiroshi Yamato                          | Kaz Hayashi                             | Kaz Hayashi                             | 23:52               | 23:52               | Tombé                               | Tombé                               |                                     |                                     |  |  |                                     |                                     |                                     |                                     |
|  | Hiroshi Yamato                                                      | Hiroshi Yamato                          |                                         |                                         |                     |                     |                                     |                                     |                                     |                                     |  |  |                                     |                                     |                                     |                                     |
|  | Rionne Fujiwara                                                     | Rionne Fujiwara                         | 09:31                                   | 09:31                                   |                     |                     |                                     |                                     |                                     |                                     |  |  |                                     |                                     |                                     |                                     |
|  | Rionne Fujiwara                                                     | Rionne Fujiwara                         | 09:31                                   | 09:31                                   | Hiroshi Yamato      | Hiroshi Yamato      | 14:38                               | 14:38                               |                                     |                                     |  |  |                                     |                                     |                                     |                                     |
|  | Kawaguchi Industrial Technology Center, Kawaguchi le 19 avril 2015. |                                         |                                         |                                         | Hiroshi Yamato      | Hiroshi Yamato      | 14:38                               | 14:38                               |                                     |                                     |  |  |                                     |                                     |                                     |                                     |
|  |                                                                     |                                         | Kaz Hayashi                             | Kaz Hayashi                             | Tombé               | Tombé               |                                     |                                     |                                     |                                     |  |  |                                     |                                     |                                     |                                     |
|  | Kaz Hayashi                                                         | Kaz Hayashi                             | Kaz Hayashi                             | Kaz Hayashi                             | Tombé               | Tombé               | Tombé                               | Tombé                               |                                     |                                     |  |  |                                     |                                     |                                     |                                     |
|  | Kaz Hayashi                                                         | Kaz Hayashi                             |                                         |                                         |                     |                     |                                     | Tombé                               |                                     |                                     |  |  |                                     |                                     |                                     |                                     |
|  | Yusuke Kodama                                                       | Yusuke Kodama                           | 17:52                                   | 17:52                                   |                     |                     |                                     |                                     |                                     |                                     |  |  |                                     |                                     |                                     |                                     |
|  | Yusuke Kodama                                                       | Yusuke Kodama                           | 17:52                                   | 17:52                                   |                     |                     |                                     |                                     |                                     |                                     |  |  |                                     |                                     |                                     |                                     |
|  |                                                                     |                                         |                                         |                                         |                     |                     |                                     |                                     |                                     |                                     |  |  |                                     |                                     |                                     |                                     |

## Statistiques
| Donnée statistique          | Catcheur(s)                                     | Information               | Réf    |
| --------------------------- | ----------------------------------------------- | ------------------------- | ------ |
| Plus grand nombre de règnes | MAZADA, Seiki Yoshioka, Andy Wu & Yusuke Kodama | 2                         |        |
| Règne le plus long          | Seiki Yoshioka                                  | 9 mois et 11 jours        | ,      |
| Règne le plus court         | Hiroshi Yamato                                  | 58 jours                  |        |
| Catcheur le plus grand      | Hiroshi Yamato                                  | 5′ 10″ (1,78 m)           | [ 10 ] |
| Catcheur le plus petit      | Andy Wu                                         | 5′ 7″ (1,7 m)             | [ 11 ] |
| Catcheur le plus léger      | Andy Wu                                         | 176 lb (80 kg)            | [ 11 ] |
| Catcheur le plus lourd      | Minoru Tanaka                                   | 187 lb (85 kg)            | [ 12 ] |
| Catcheur le plus jeune      | Andy Wu                                         | 24 ans                    | [ 13 ] |
| Catcheur le plus âgé        | Minoru Tanaka                                   | 42 ans, 5 mois et 6 jours | [ 14 ] |

## Historique des règnes
| #  | Catcheur            | Nombre de règne | Date               | Durée              | Lieu     | Évènement                           | Notes | Réf    |
| -- | ------------------- | --------------- | ------------------ | ------------------ | -------- | ----------------------------------- | --- | ------ |
| 1  | Minoru Tanaka       | 1               | 5 mai 2015         | 4 mois et 18 jours | Tokyo    | Triumph                             | Bat en finale du tournoi Kaz Hayashi et devient le premier champion.                                                        | [ 6 ]  |
| 2  | Andy Wu             | 1               | 23 septembre 2015  | 3 mois et 18 jours | Osaka    | 2nd Anniversary                     | | [ 9 ]  |
| 3  | Hiroshi Yamato      | 1               | 10 janvier 2016    | 1 mois et 27 jours | Tokyo    | Sunrise                             | | [ 15 ] |
| _  | Vacant              | 1               | 8 mars 2016        | 5 jours            | _        | _                                   | Le titre est devenu vacant en raison d'une blessure a la nuque de Hiroshi Yamato, ne pouvant plus alors défendre son titre. | [ 16 ] |
| 4  | Kotarō Suzuki       | 1               | 13 mars 2016       | 4 mois et 29 jours | Tokyo    | Trans Magic                         | Bat Minoru Tanaka pour le titre vacant.                                                                                     | [ 17 ] |
| 5  | Yusuke Kodama       | 1               | 11 août 2016       | 3 mois et 28 jours | Yokohama | Pro-Wrestling Love In Yokohama      | | [ 18 ] |
| 6  | MAZADA              | 1               | 9 décembre 2016    | 3 mois et 11 jours | Tokyo    | Tour 2016 Shining Winter            | | [ 19 ] |
| 7  | Seiki Yoshioka      | 1               | 20 mars 2017       | 1 mois et 14 jours | Tokyo    | 2017 Trans Magic                    | | [ 20 ] |
| 8  | MAZADA              | 2               | 4 mai 2017         | 2 mois et 12 jours | Tokyo    | Tour 2017 Triumph                   | | [ 21 ] |
| 9  | Andy Wu             | 2               | 16 juillet 2017    | 1 mois et 17 jours | Osaka    | Tour 2017 Symbol                    | | [ 22 ] |
| 10 | Seiki Yoshioka      | 2               | 2 septembre 2017   | 9 mois et 11 jours | Yokohama | Pro-Wrestling Love In Yokohama 2017 | | [ 23 ] |
| 11 | Yusuke Kodama       | 2               | 13 juin 2018       | 10 mois et 7 jours | Tokyo    | Tour 2018 Outbreak                  | | [ 24 ] |
| 12 | Andy Wu             | 3               | 20 avril 2019      | 4 mois et 12 jours | Aga      | Tour 2019 Cherry Blossom            | | [ 25 ] |
| 13 | El Hijo del Pantera | 1               | 1er septembre 2019 | 3 mois et 25 jours | Yokohama | Pro-Wrestling Love In Yokohama 2019 | |        |
| 14 | Seiki Yoshioka      | 3               | 26 décembre 2019   | 3 mois et 6 jours  | Tokyo    | WRESTLE-1 Tour 2019 Shining Winter  | |        |
| -  | Inactif             | -               | 1er avril 2020     | -                  | Tokyo    | -                                   | La Wrestle-1 ferme ses portes.                                                                                              |        |

## Règnes combinés
| Rang | Catcheur            | Règnes | Jours combinés |
| ---- | ------------------- | ------ | -------------- |
| 1    | Yusuke Kodama       | 2      | 431            |
| 2    | Seiki Yoshioka      | 3      | 426            |
| 3    | Andy Wu             | 3      | 291            |
| 4    | MAZADA              | 2      | 174            |
| 5    | Kotaro Suzuki       | 1      | 151            |
| 6    | Minoru Tanaka       | 1      | 141            |
| 7    | El Hijo del Pantera | 1      | 116            |
| 8    | Hiroshi Yamato      | 1      | 58             |